# 아브루초 요리

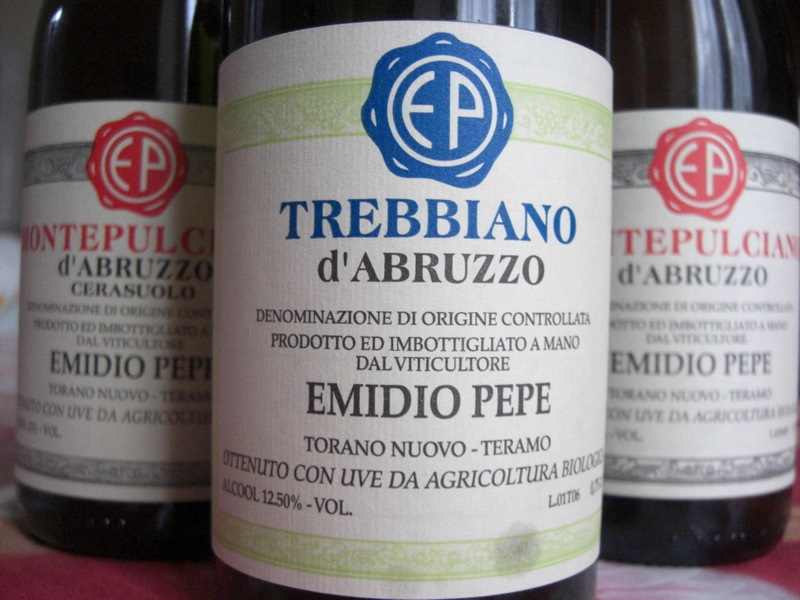
몬테풀치아노 DOCG와 트레비아노 다브루초 DOC는 세계 최고의 포도주로 꼽힌다.

전통적인 아브루초 요리(영어: Cuisine of Abruzzo)는 전원, 산악, 해안 요리를 아우르는 절충적 요리이다. 아브루초 요리의 주식으로는 빵, 파스타, 고기, 생선, 치즈, 포도주가 있다. 수세기 동안 이 지역을 특징지어온 고립은 인근 지역의 요리 전통과 독립성을 보장했다. 2013년 외국인 관광객을 대상으로 한 설문조사에서 현지 요리는 널리 호평을 받았다.

## 개요
파스타, 고기, 채소는 아브루초주 요리의 핵심이다. 고추 (이탈리아어: 페페론치노)는 아브루초 지역의 전형적인 식재료로, 매운맛 때문에 diavoletti (직역: '작은 악마들')라고 불린다. 아브루초에서 양치기가 오랫동안 지속되어 왔기 때문에 양고기 요리가 흔하다. 양고기는 종종 파스타와 짝을 이룬다. 식용 버섯 (주로 야생 버섯), 로즈메리, 마늘 또한 아브루초 요리에 광범위하게 사용된다.
가장 잘 알려진 것은 이 지역 언덕의 농장에서 생산되는 엑스트라 버진 올리브유로, DOP 품질 등급으로 표시되며 이탈리아 최고 중 하나로 꼽힌다. 몬테풀치아노 DOCG 및 트레비아노 다브루초 DOC와 같은 유명한 포도주는 세계 최고의 와인으로 꼽힌다. 2012년, 트레비아노 다브루초 콜리네 테라마네 와인 한 병이 이탈리아 와인 시상식 상위 50위 중 1위를 차지했다. 센테르베는 현지인들이 마시는 강한 (알코올 72%), 매운 허브 리큐어이다. 또 다른 리큐어는 용담 뿌리를 부드럽게 증류한 젠치아나이다.
아브루초에서 가장 잘 알려진 요리는 아로스티치니로, 나무 막대에 거세한 어린 양고기 작은 조각들을 꽂아 숯불에 구운 것이다. 키타라 (직역: '기타')는 파스타 반죽을 눌러 자르는 데 사용되는 가는 현악기이다. 테라모도에서는 virtù 수프 (콩류, 채소, 돼지고기로 만듦), 팀발로 (고기, 채소 또는 쌀로 채운 파스타 시트), 마차렐레 (마늘, 마조람, 양상추, 다양한 향신료로 채운 양 창자)가 유명한 지역 특색 요리이다. 라퀼라도에서 재배되는 사프란의 인기는 최근 몇 년 동안 시들해졌다.
해산물 또한 아브루초 요리의 중요한 부분으로, 생선 제품으로는 브로데티, 스카페체 알라 바스테세, 바칼라 알라 아브루체세, 파슬리, 양파, 월계수 잎, 화이트 와인, 올리브유로 조리하고 라퀼라 사프란 소스로 간을 한 고전적인 홍합 요리인 코체 알로 자페라노, 그리고 전형적인 호수 물고기인 코레고네 디 캄포토스토 등이 있다.

## 재료

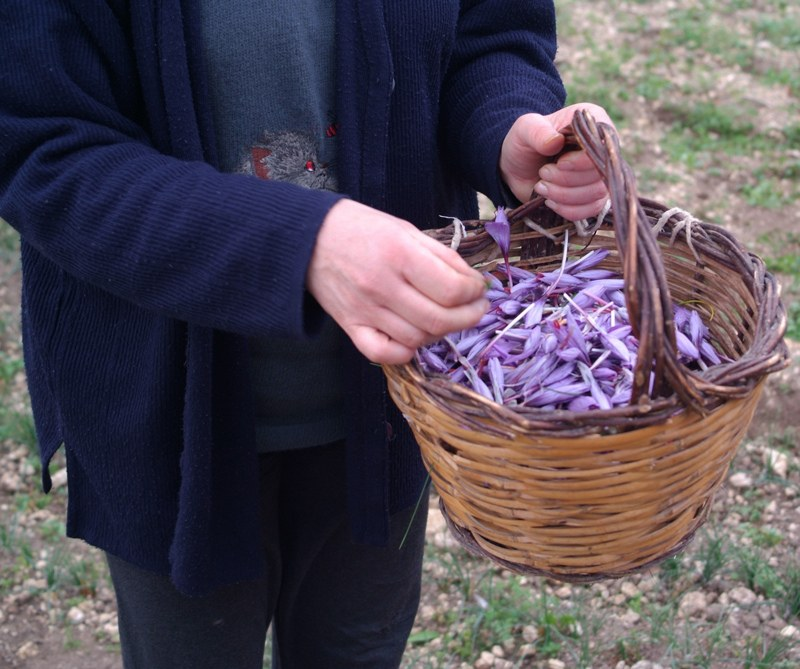
라퀼라 사프란

아브루초 요리는 다음 재료로 유명하다.
- 라퀼라 사프란,[14] 주로 나벨리와 라퀼라에서 재배된다.[15][16][17][18]
- 올리브유, 콜리네 테라마네 (테라모 언덕)에서 생산되며, DOP 품질 등급을 받았고 이탈리아 최고 중 일부로 꼽힌다.[19]
- 아트리 감초, 주로 아브루초에서 생산된다.[20][21]
- 양고기와 염소고기, 특히 산악 지역에서.[22] 양젖 (또는 리코타)은 아브루초 치즈의 중요한 원천이며, 양 창자는 소시지 케이싱이나 속을 채운 고기 롤로 사용된다.[22][15] "산 염소" 또는 알프스산양 고기 또한 아브루초의 산악 지역에서 가끔 소비된다.
- 서양송로[23] 및 식용 버섯, 특히 숲과 언덕의 야생 버섯
- 술모나 붉은 마늘, 전형적인 지역 붉은 마늘[24]
- 로즈메리
- 디아볼레토 다브루초, 매운 고추, 또는 페페론치노, 지역적으로 디아볼릴리라고 불리며, 아브루초 요리에 매우 흔하게 사용되어 요리에 매운맛을 더한다.[25]
- 바질
- 채소, 예를 들어 렌즈콩, 병아리콩, 풀완두 및 기타 콩류; 뿐만 아니라 아티초크, 가지, 라피니, 콜리플라워[22][15][17][26]
- 생선, 해안 지역과 호수에서.[27][28][29][30]

## 요리

### 애피타이저

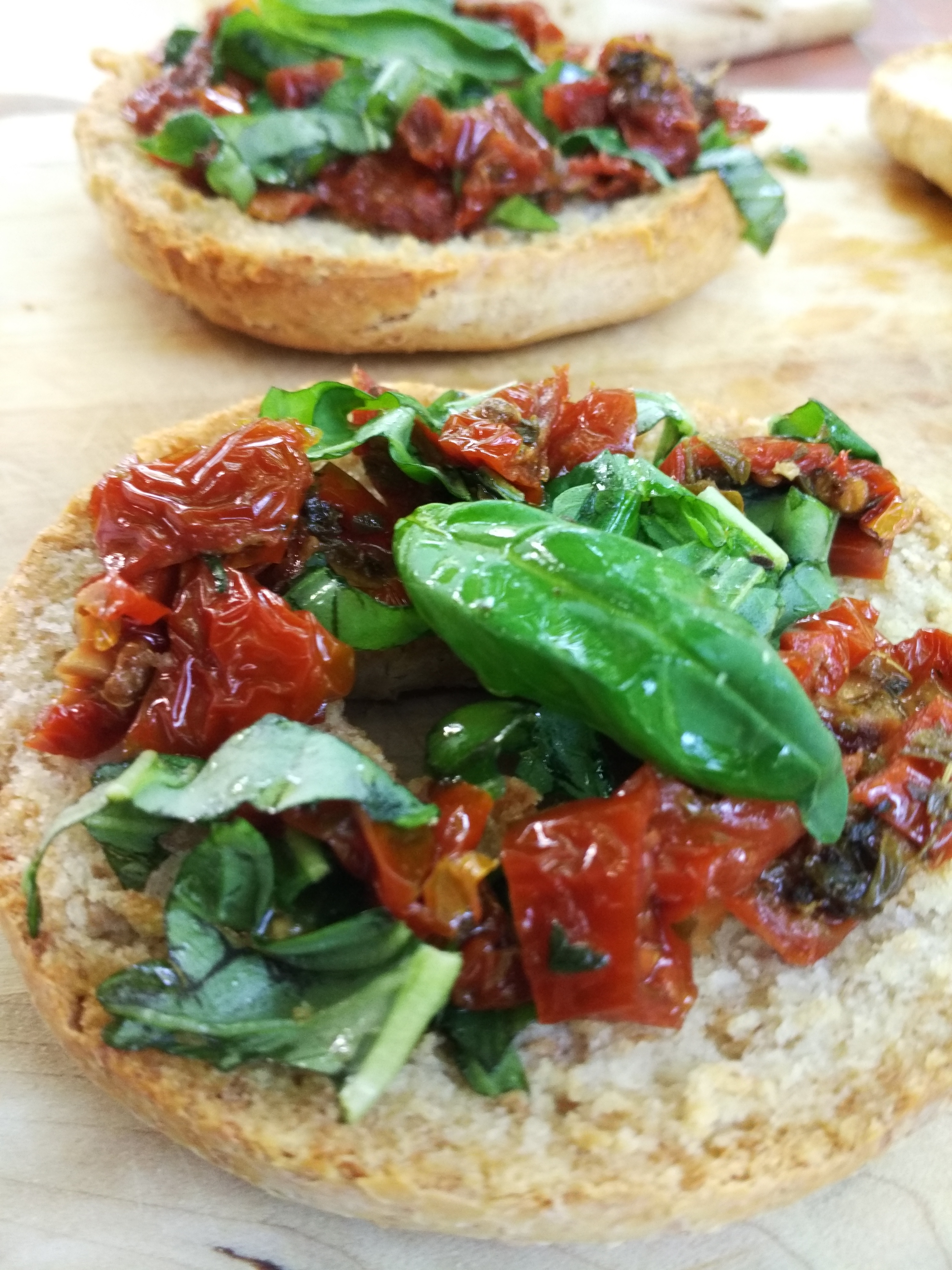
잘게 썬 토마토와 바질을 얹은 브루스케타

아브루초의 애피타이저(이탈리아어: 안티파스토)에는 다음이 포함된다:
- 브루스케타: 소금과 올리브유, 소시지, 또는 토마토나 호박과 모차렐라 같은 채소를 바른 빵
- 안티파스토 디 페가티니: 테라모 지역의 애피타이저로, 닭 간, 양파, 피망, 식초, 설탕, 드라이 와인, 후추, 소금, 기름으로 구성된다.
- 바스토의 홍합: 빵가루, 마늘, 파슬리, 올리브유, 레몬즙, 토마토 소스를 섞어 속을 채운 홍합
- 사프란 홍합: 파슬리, 양파, 월계수 잎, 화이트 와인, 올리브유, 사프란 소스로 찐 홍합
- 바칼라 또는 "소금에 절인 대구": 감자, 토마토, 올리브유, 마늘, 파슬리, 양파, 붉은 고추, 소금, 블랙 올리브와 함께 팬에 요리한 대구
- 살사 알라퀼라나: 사프란, 계란, 크림, 버터를 곁들인 쇠고기 골수
- 고대 아브루초 소스: 파슬리, 바질, 세이지, 셀러리, 로즈메리, 당근, 소금으로 만든 소스이며, 고기, 구운 요리, 소스, 수프의 양념으로 사용된다.
- 오렌지 애피타이저: 멸치 필레, 엑스트라 버진 올리브유, 소금을 곁들인 오렌지 슬라이스
- 박차 멸치: 밀가루, 계란, 기름, 화이트 식초, 파슬리, 소금으로 튀긴 멸치
- 카치임페리오: 카치오카발로 치즈, 전유, 버터, 달걀 노른자, 밀가루, 소금, 후추, 딱딱한 빵 조각을 곁들인 고전적인 핀치모니오의 아브루초 버전
- 피자 콘 레 스프리고레: 흰 피자로, 반죽, 라드, 소금, 그리고 "스프리고레" 즉, 옛날 집에서 라드를 만들 때 팬에 남았던 바삭한 지방과 결합 조직 조각들로 만든다.
- 술모나 마늘 브루스케타: 마늘, 소금, 기름을 바른 고전적인 브루스케타
- 간 소시지 브루스케타: 간 소시지, 직접 만든 빵, 기름, 소금으로 만든 고전적인 브루스케타
- 마리나라 애피타이저: 오징어, 조개, 새우가 들어간 모듬 생선 애피타이저로, 멸치, 참치, 케이퍼, 식초, 마늘, 파슬리로 만든 소스를 곁들인다.
- 크로스티니 알라 키에티나: 직접 만든 삼각형 모양의 빵 조각을 달걀물에 적셔 팬에 튀긴 후, 가급적 올리브유에 튀기고 멸치, 케이퍼, 버터로 장식한다.
- 라퀼라 소스: 소 골수와 아브루초 사프란, 계란, 요리용 크림, 버터의 혼합물
- 구운 병아리콩 크로켓: 병아리콩, 물, 토마토, 당근, 고추, 월계수 잎, 양파, 마늘, 소금, 다진 파슬리, 기름으로 만든 크로켓

### 파스타
인기 있는 파스타 요리:

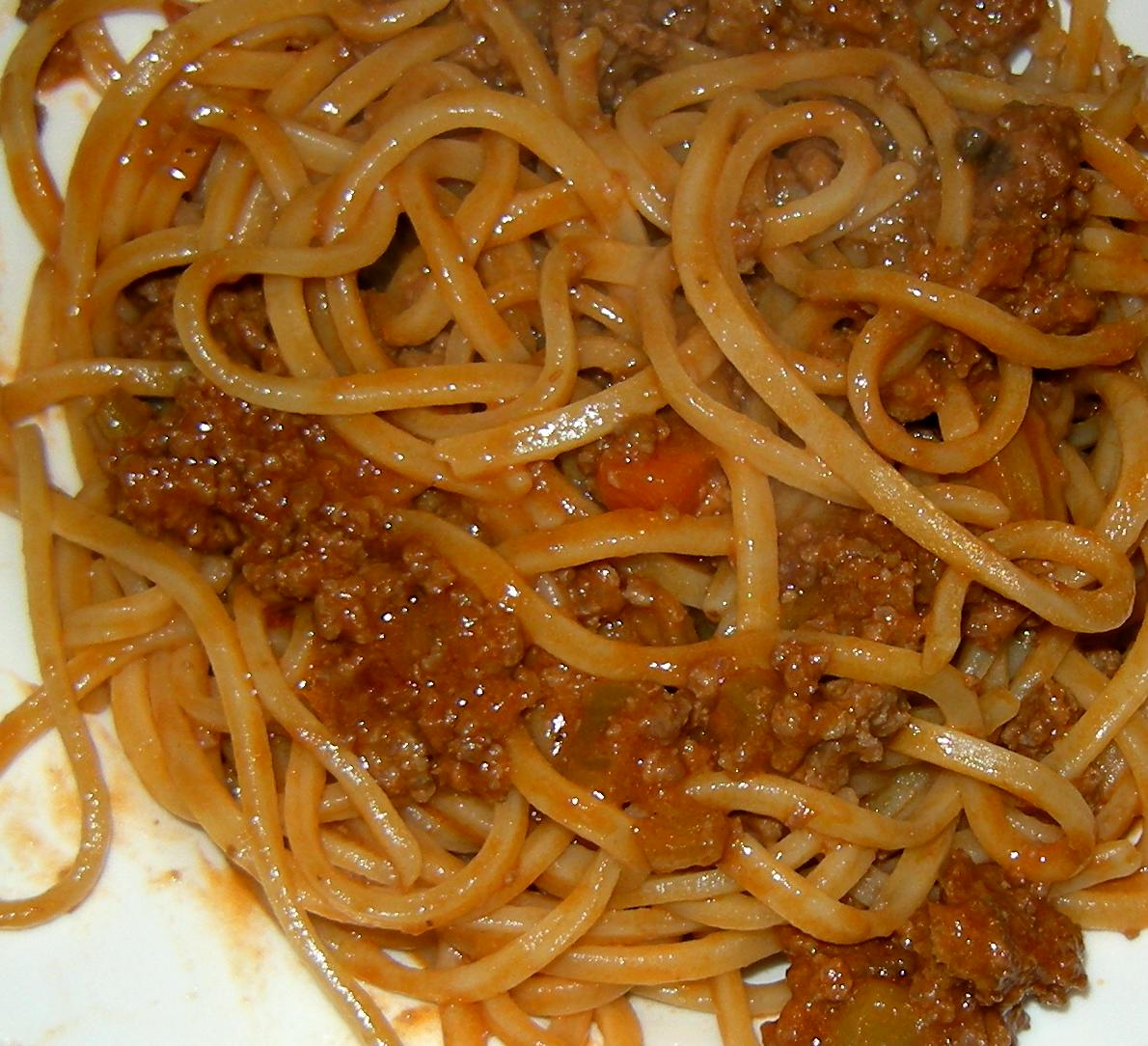
마케로니 알라 키타라

- 마케로니 알라 키타라. 반죽을 기타 모양의 도구에 눌러 길고 가는 스파게티와 비슷한 면을 만든다. 토마토 기반의 소스와 함께 제공되며, 종종 고추, 돼지고기, 거위고기 또는 양고기로 맛을 낸다.[31]
- 사녜 에 파졸리 (토마토, 마늘, 올리브유, 페페론치노로 맛을 낸다)[32]
- 뇨키 카라티, 베이컨과 페코리노 치즈로 맛을 낸다.
- 파스투치아 (폴렌타에 소시지, 계란, 치즈를 곁들인 것)
- 마케로니 알라 몰리나라: 밀가루, 세몰리나, 물만 사용하여 만든 불규칙하고 두꺼운 수제 파스타 또는 스파게티로, 4~6mm이다. 종종 토마토소스와 고추 (또는 페페론치노)를 곁들여 제공된다.[33][34]
- 페투치네 알라 아브루체세: 베이컨, 페코리노, 파르메산 치즈를 곁들인 파스타[35]
- 아마트리차나: 1927년까지 라퀼라도에 포함되었던 아마트리체 지역에서 유래한 조미료로, 이후 로마 요리의 전형적인 요리가 되었고 아브루초의 사비니인 지역, 특히 라퀼라와 치콜라노 전역에 퍼져 있다. 주재료는 베이컨, 페코리노 및 토마토이다.
- 린트로첼레 또는 린트로칠로 또는 인트루치올로니: 린트로첼레는 란치아노 지역의 전형적인 긴 파스타 (달걀 없이 경질밀과 물만으로 만든 가난한 반죽)이다. 일반적으로 양고기 소스 또는 전형적인 어린 양고기 소스와 함께 만든다.
- 파스타 알로 스파로네: 방언으로 스파로네는 "걸레"를 의미한다. 실제로 이 신선한 파스타 (시금치, 리코타 치즈, 갈은 치즈로 채워진)는 흰 천에 싸서 익힌다. 삶은 후 스파로네는 제거하고 파스타는 둥글게 잘라 토마토 소스로 양념한 후 오븐에 구워 갈색으로 만든다.
- 말탈리아티 또는 타줄리니: 예를 들어 콩 수프와 함께 제공되는 파스타.
- 파스타 알라 무냐이아: 밀가루 혼합물로 만든 달걀 파스타로, 길고 불규칙한 모양과 특별한 질감이 특징이며, 일반적으로 매우 풍부한 고기 소스로 맛을 낸다. 엘리체 지역의 전형적인 요리로, 매년 동명의 축제가 열린다.

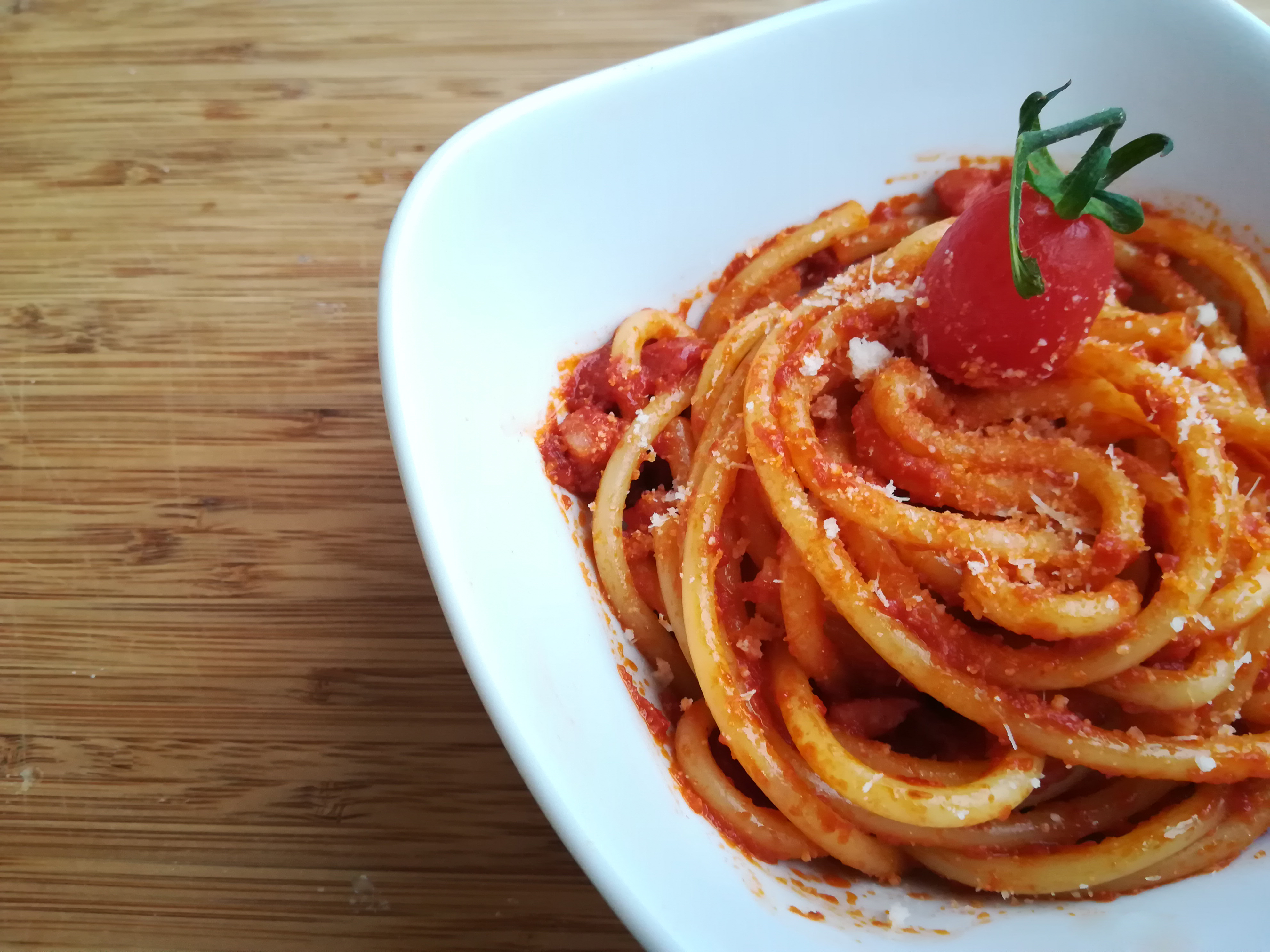
부카티니와 아마트리차나 소스. 1927년까지 라퀼라도에 포함되었던 아마트리체 지역에서 유래한 조미료로, 이후 로마 요리의 전형적인 요리가 되었다.

- 사녜 에 파졸리 (파스치울레): 물, 소금, 밀가루로 만든 파스타로, 특징적인 스트립 모양을 가지고 있으며, 토마토 소스와 매우 촉촉한 콩과 함께 제공된다.
- 체페: 직접 만든 파스타. 달걀 없는 반죽으로 만들며, 길이 약 3-4센티미터, 너비 1센티미터의 반죽을 통나무 주위에 감아 얻는 특징적인 모양을 가진다. 멧돼지 라구와 함께 먹으면 훌륭하다. 테라모 지역의 시비텔라 델 트론토 지역의 전형적인 요리이다.
- 은두르치울리네: 이 파스타는 고대 라퀼라-포자 양치기 길(트라투로 마뇨라고도 불림)이 지나가는 지역, 즉 란치아노와 쿠펠로 사이의 구간의 특징적인 요리이다. 경질밀 세몰리나와 부드러운 밀가루로 만든 신선한 수제 파스타로, 불투명한 아이보리색을 띠며, 직사각형 단면을 가진 길고 가는 스파게티 모양으로 잘린다. 은두르치울루네를 완전히 즐기려면 양고기를 기본으로 한 소스(잘게 썬 향신료, 마늘, 파슬리, 돼지고기 베이컨 또는 라드로 속을 채운 롤을 만듦)와 토마토 조각, 엑스트라 버진 올리브유 및 다양한 향신료로 양념해야 한다. 이 요리는 양의 이동 중에 일어난 농경 문화와 목축 문화의 만남에서 탄생했다.

### 고기

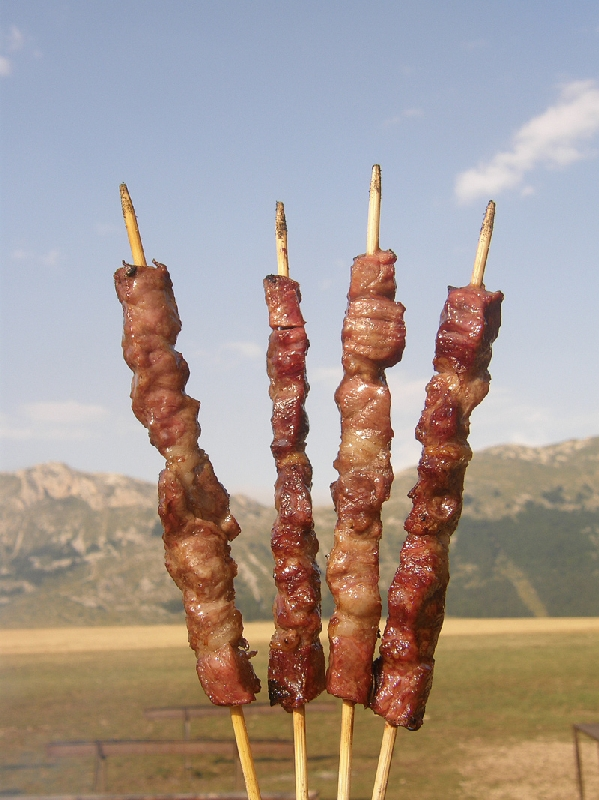
아로스티치니

이 지역은 여러 종류의 구운 어린 양고기와 양고기 요리를 선보이며, 다음이 포함된다.
- - 아로스티치니: 꼬치에 꿰어 구운 양고기 또는 양고기[36][32]
  - 페코라 알라 칼라라: 산 허브로 속을 채우고 구리 냄비에 익힌 양고기 또는 양고기[37]
  - 화덕에서 통째로 구운 어린 양고기
  - 아넬로 카치오 에 오보: 어린 양고기 기반의 프리카세
  - 마차렐레: 양고기, 마늘, 마조람, 양상추, 다양한 향신료로 속을 채운 양 창자
- 양고기 이외의 고기 요리
  - 르 비르투: 테라모 지방의 수프로, 콩류, 채소, 돼지고기로 만들며, 주로 봄 축제 때 먹는다.
  - 팀발로 아브루체세: 라사녜 알 포르노와 비슷한 요리로, 파스타 시트(스크리펠레) 사이에 고기, 채소, 쌀을 층층이 쌓아 만든다. 종종 크리스마스와 부활절에 제공된다.[32]
  - 포르케타 아브루체세: 촉촉한 뼈 없는 돼지고기 구이로, 로즈메리, 마늘, 후추 또는 고추를 넣어 천천히 구우며, 때로는 다른 향신료도 함께 사용된다.[32] 아브루초 이민자들이 미국 북동부 (특히 필라델피아)로 가져왔으며, 그곳에서는 "이탈리아 구운 돼지고기" 또는 "구운 돼지고기"로 알려져 있다.[38][39][40]
  - 칠면조 알라 칸차네세: 테라모 근처의 작은 마을 칸차노의 대표적인 요리로, 칠면조를 차갑게 서빙하며, 요리 육수를 식혀 얻은 젤리를 곁들인다.
  - '엔도카 엔도카: 햄이나 절인 고기가 될 수 없는 돼지의 모든 부위(귀, 코, 껍질, 발, 갈비)를 사용하는 전형적인 빈곤한 농민 요리이다. 테라모 지역의 전형적인 요리이다.
  - 코라텔라: 심장, 간, 폐, 신장, 기관지, 흉선 등의 부위를 사용하는 동물 내장 (때로는 양고기를 사용하기도 한다)[41][42]

### 해산물
해산물 또한 아브루초주의 요리, 특히 해안 근처 지역에서 중요한 역할을 한다. 아브루초의 주요 생선 요리는 다음과 같다.
- 브로데토: 바스토, 줄리아노바, 페스카라에서 온 생선 육수로, 토기 냄비에 토마토, 허브, 페페론치노를 넣어 요리한다.[29]
- 스카페체 알라 바스테세 (절인 생선), 바스토 지방; 아브루초에서 사프란을 사용하는 유일한 요리로, 이 지역의 가장 중요한 특산품 중 하나이다.[28] 생선 (주로 홍어)을 잘라 밀가루를 묻혀 팬에 갈색으로 튀긴다. 식초 기반의 절임은 생선을 대대로 전해지는 나무 용기에서 20~30일 동안 보존할 수 있다.
- 바칼라 알라 아브루체세: 이 지역의 또 다른 해산물 요리: 감자, 토마토, 올리브유, 마늘, 파슬리, 양파, 붉은 고추, 소금, 검은 올리브를 넣고 팬에 조리한 대구이다.[27]
- Coregone di Campotosto([[:it:{{{3}}}|이탈리아어판]]): 캄포토스토 호수의 전형적인 생선 제품으로, 그릴에 구운 후 식초, 기름, 고추 양념에 절인다.[45][30]

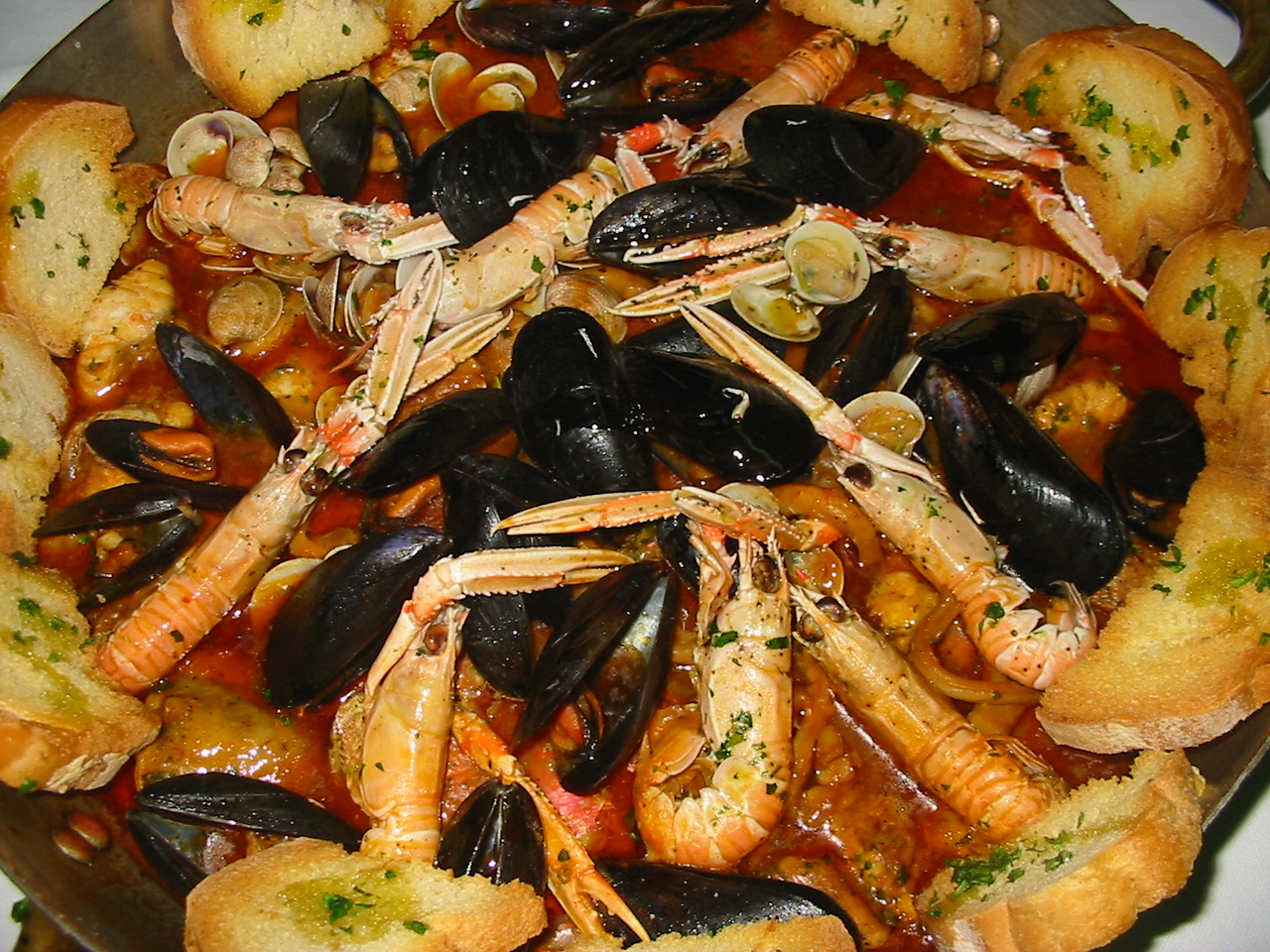
브로데토

- 사프란 홍합: 파슬리, 양파, 월계수 잎, 화이트 와인, 올리브유로 만든 고전적인 홍합 요리에 라퀼라 사프란 소스를 곁들인다.[46]
- 절인 멸치: 마늘, 파슬리, 오레가노, 레몬, 기름, 소금, 후추로 절인 멸치이다.
- 마리나라 애피타이저: 오징어, 조개, 새우가 들어간 모듬 생선 애피타이저로, 멸치, 참치, 케이퍼, 식초, 마늘, 파슬리로 구성된 소스로 양념한다.
- 생 오징어: 페스카라의 전형적인 요리로, 식초에 삶은 오징어를 다진 마늘 소스, 엑스트라 버진 올리브유, 레몬즙, 소금, 매운 고추로 양념한다.
- 바스테세 스타일 홍합: 빵가루, 다진 마늘과 파슬리, 기름, 레몬즙 약간, 토마토 소스 약간을 섞어 속을 채운 홍합이다.[47]
- 애피타이저 알라 줄리에세: 다진 마늘, 파슬리, 레몬즙, 기름, 소금, 그리고 참치, 멸치, 케이퍼, 피망, 기름, 식초로 만든 그린 소스를 곁들인 모듬 생선 요리.
- 크루도 디 칼라마레티: 페스카라의 전형적인 요리로, 식초에 삶은 새끼 오징어를 다진 마늘 소스, 엑스트라 버진 올리브유, 레몬즙, 소금, 매운 고추로 양념한다.
- 마리나라 애피타이저: 오징어, 조개, 새우가 들어간 모듬 생선 애피타이저로, 멸치, 참치, 케이퍼, 식초, 마늘, 파슬리로 구성된 소스로 양념한다.
- 크로스티니 알라 키에티나: 직접 만든 삼각형 모양의 빵 조각을 달걀물에 적셔 팬에 튀긴 후, 가급적 올리브유에 튀기고 멸치, 케이퍼, 버터로 장식한다.
- 절인 멸치: 마늘, 파슬리, 오레가노, 레몬, 기름, 소금, 후추로 절인 멸치이다.
- 스캄피를 곁들인 파스타 또는 파스테 응게 라라구스티네: 페스카라와 바스토 사이 해안 지역의 대표적인 요리이다. 아드리아 해 스캄피, 토마토, 마늘, 파슬리로 만든다. 스파게티 알라 키타라 또는 린트로칠로를 양념하는 가벼운 소스를 만든다.
- 파스타 알라 키타라 콘 이 펠로시: 페스카라와 바스토 사이의 절벽에서 발견되는 큰 털게(Pilumnus hirtellus 속)로 만든 아브루초 해산물 요리 중 하나이다. 이 게의 거의 사라짐으로 인해 포획이 금지되었지만, 해안의 일부 식당에서는 여전히 맛볼 수 있다(요리사를 안다면). 껍질을 기름에 노릇하게 구운 후 껍질을 벗긴 토마토를 붓는다.

### 빵과 피자

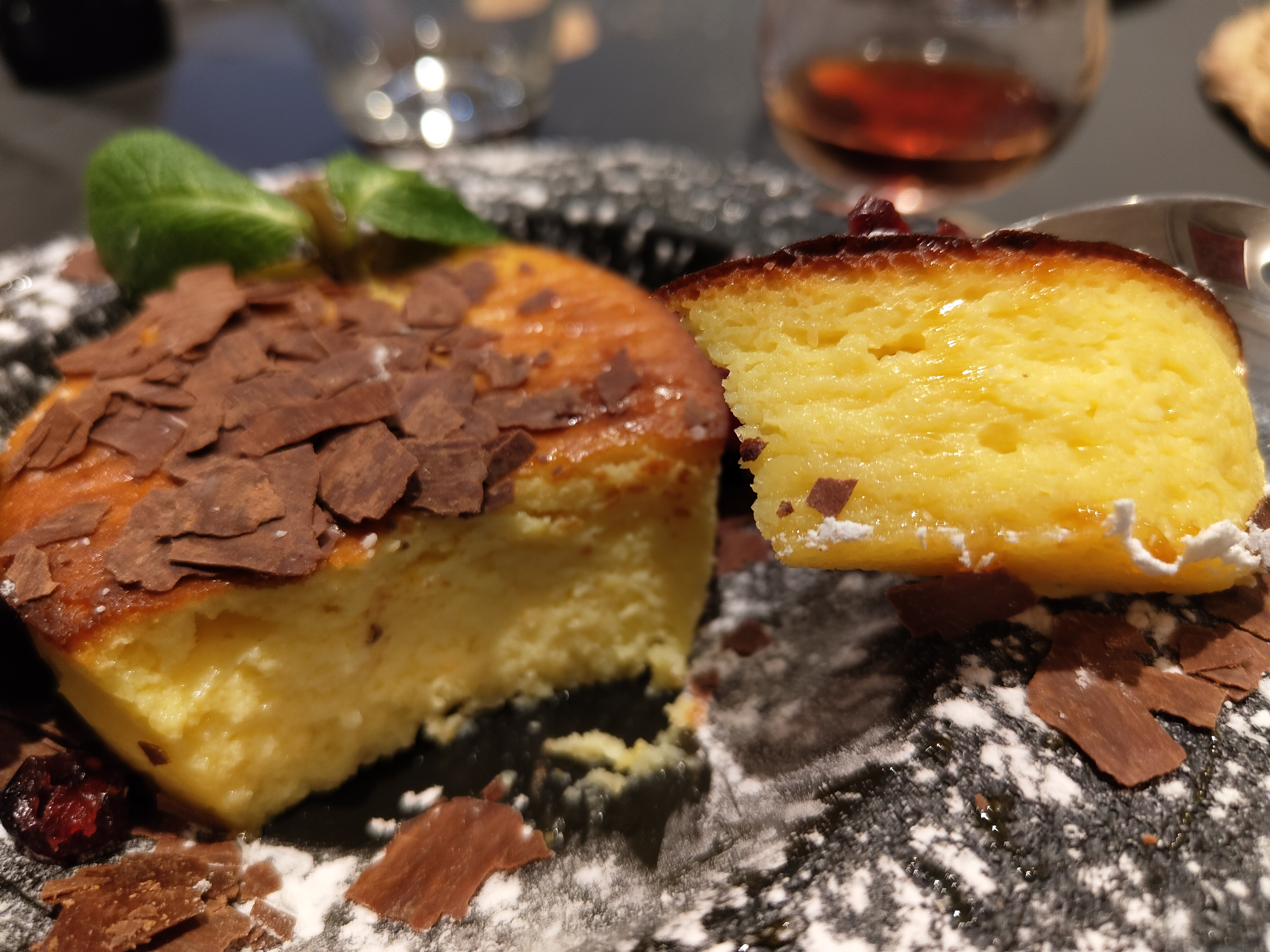
피아도네

- 파네 디 마이스 (직역: '콘브레드'): 주로 덩어리 모양과 타원형으로, 부활절 변형은 삶은 감자, 올리브유, 계란, 우유를 추가한다.
- 상원의원 카펠리 빵: 주로 키에티도에서 다시 인기를 얻고 있다.[48]
- 빵 귀: 귀와 비슷한 모양 때문에 붙여진 이름
- 스크리펠레: 테라모의 소박한 팬케이크와 비슷한 요리로, 프랑스식 크레프와 유사하며 mbusse (육수) 또는 라구와 닭 간, 고기 완자, 삶은 달걀, 치즈를 채운 수플레의 일부로 제공된다.[32][49]
- 파네 파루오초
- 파네 카사레치오 아퀼라노
- 파네 콘 레 파타테
- 파네 디 솔리나, 파뇨테 디 솔리나
- 파네 노빌레 디 구아르디아그렐레
- 파논타: 주로 베이컨 튀김 기름(베이컨 대신 돼지 뺨살을 사용할 수도 있음)으로 기름칠한 빵, 녹인 라드 또는 라드, 또는 (계란을 곁들여) 황금색으로 튀긴 것, 그리고 대구와 함께 흰 와인 또는 때로는 식초로 플람베한 것으로 구성된다 (레시피는 마을마다 다르다).[50]

시골풍 피자도 흔하다.
- 피자 디 파스쿠아 (직역: '부활절 피자'), 테라모 지역의 치즈와 후추를 넣은 시골풍 피자
- 피자 프리타 (직역: '튀긴 피자'), 얕은 기름에 튀긴 피자[32]
- 피아도네, 키에티 지방; 발효시킨 달걀과 치즈 반죽을 얇은 페이스트리 껍질에 넣어 구운 것
- 피자 시마

### 살루메
살루메는 주로 돼지고기로 만든 염장 육류 제품의 제조법을 설명하는 이탈리아 용어이다.

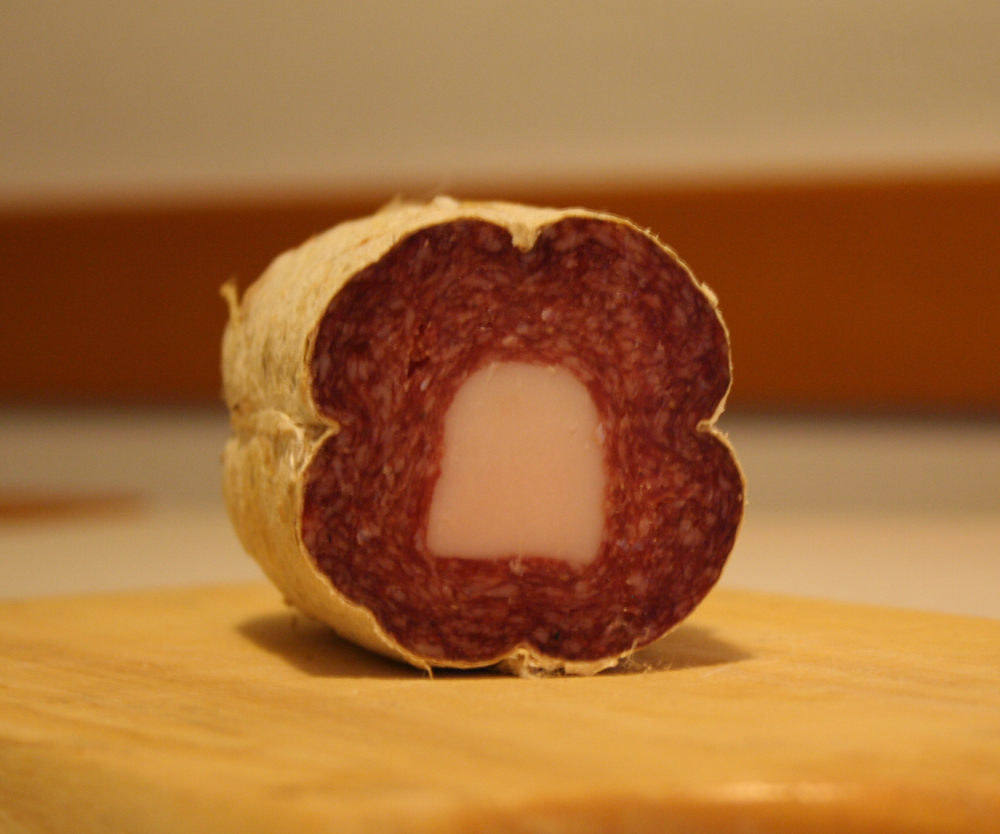
모르타델라 디 캄포토스토

육두구로 맛을 낸 발라먹는 소시지와 마늘과 향신료를 넣은 간 소시지는 테라모 요리의 특징이다. 바스토 지역의 벤토리치나는 큰 조각의 지방과 살코기 돼지고기를 압축하여 분말 단고추와 회향으로 양념하고 말린 돼지 위장에 넣는다.
모르타델라 디 캄포토스토 (아브루초에서 잘 알려짐)는 흰색 지방 기둥과 고추가 들어 있는 타원형의 짙은 붉은색 모르타델라이다. 일반적으로 쌍으로 묶여 판매된다. 이 모르타델라의 다른 이름은 콜리오니 디 물로 ("당나귀 알")이다. 어깨살과 등심, 프로슈토 트리밍, 지방으로 만들어진다. 살코기가 80%이고, 25%는 프로슈토 (햄), 20%는 판체타이다. 고기를 다져 소금, 후추, 화이트 와인과 섞는다.
이 지역의 다른 살루미는 다음과 같다.
- 아퀼라 살라미[53]
- 아브루초 살라미[54]
- 아노이아[55]

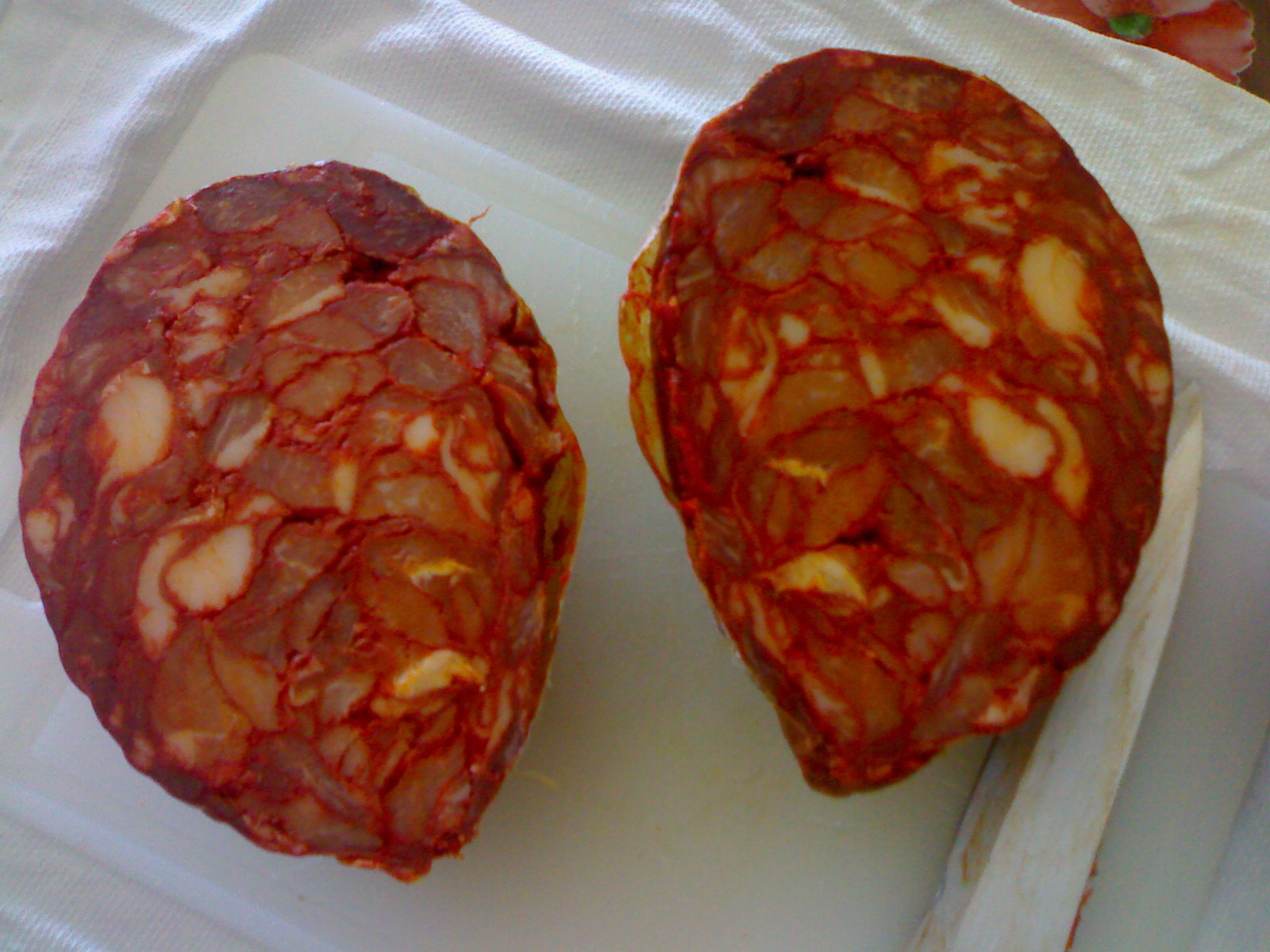
벤토리치나 바스테세

- 말굽 모양 포도 시럽 간 살라미 (살라멜라 디 페가토 알 비노 코토)[56]
- 테라모 누예 살라미 (누예 테라마나)[57]
- 소프레사타 샤르퀴테리[58]
- 프렌타노 소시지 (살시치오토 프렌타노)[59]
- 페나피에디몬테 소시지[60]
- 프로슈텔로 살라미[61]
- 염장 돼지고기 (론자)[62]
- 염장 돼지고기 머리 (코파 디 테스타)[63]
- 기름 또는 라드에 보존된 돼지고기 소시지 (살시치아 디 마이알레 소토올리오 오 소토 스트루토)[64]
- 테라모 벤토리치나 샤르퀴테리 (벤토리치나 테라마나)[65]

### 치즈
이 지역의 주요 치즈는 다음과 같다.
- 흰 소 치즈, 소의 우유로 만든 부드러운 치즈
- 카초카발로 아브루체세, 날것의 전유에 레닛과 소금을 넣어 만든 부드럽고 약간 탄력 있는 유제품
- 카치오피오레 아퀼라노, 날것의 양젖, 레닛, 아티초크, 사프란 (특유의 노란색을 띠게 함)으로 만든다.
- 카치오타 백신 프렌타나, 날것의 전유, 레닛, 소금을 넣어 반쯤 익힌 세미하드 치즈
- 카스텔 델 몬테의 카네스트라토, 날것의 양젖, 레닛, 소금을 넣어 만든 하드 치즈

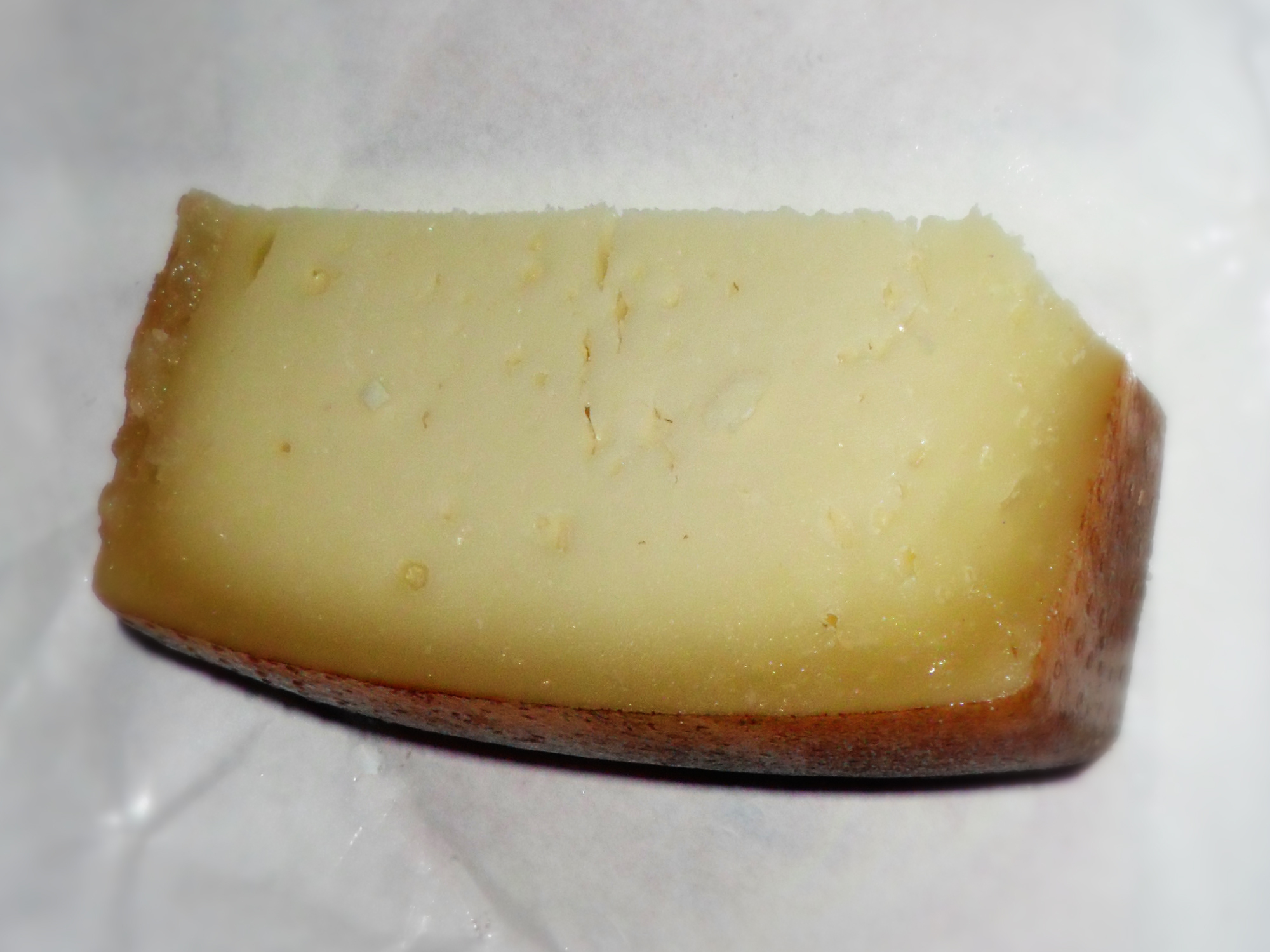
카프리노 아브루체세

- 카프리노 아브루체세, 날것의 염소젖 (때로는 양젖도 사용), 커드, 소금으로 만든다.
- 치즈와 커드 스타초, 양, 소, 염소의 날젖 가공에서 얻은 치즈 및 부산물
- 준켓 백신 또는 아브루초 스피리시오카, 날것의 전유, 레닛, 소금으로 만든 부드러운 신선 치즈
- 페코리노 다브루초: 아브루초의 대표적인 제품 중 하나로, 날것의 양젖, 레닛, 소금을 넣어 만든 부드럽거나 단단한 구멍이 있는 치즈
- 페코리노 디 아트리, 양젖, 레닛, 소금을 넣어 만든 단단하고 반쯤 익힌 치즈
- 페코리노 디 파린돌라, 양젖과 돼지고기 레닛으로 만든 치즈 (특별한 종류의 레닛으로, 말린 돼지 위장에 식초와 화이트 와인을 40일 동안 채워 만든다)
- 리코타, 날것의 양젖 응고 잔여물을 여과 후 가열하여 만든다.
- 스카모르차 다브루초, 커드 치즈로, 소젖, 레닛 (액체 또는 분말), 소금으로 만든다.

아트리와 리비손돌리는 치즈로 유명하다. 모차렐라 (신선하거나 숙성된)는 일반적으로 양젖으로 만들어진다. 아브루초와 몰리세주 전역에서 덜 알려진 많은 치즈들이 발견된다.

### 디저트와 과자

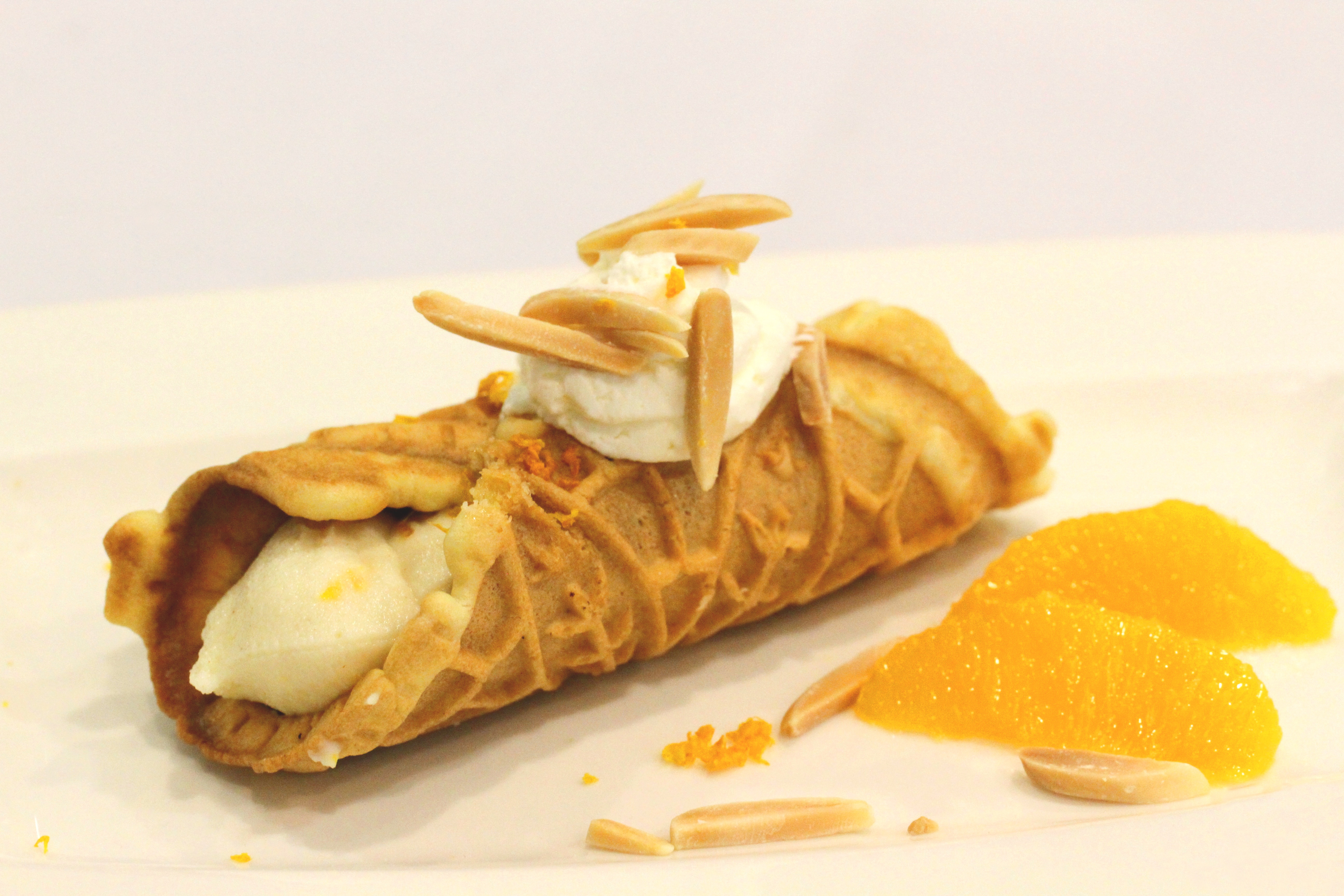
피첼레를 칸놀로 모양으로 만들어 오렌지-아몬드 크림으로 채운 것

아브루초의 과자류는 잘 알려져 있다.
- 콘페티 디 술모나:[66] 술모나의 설탕 코팅 아몬드
- 토로네 누르치아: 라퀼라의 초콜릿 누가
- 파로초: 으깬 아몬드로 만들고 초콜릿을 입힌 케이크와 비슷한 간식
- 피첼레 (페라텔레로도 알려져 있음): 와플 쿠키로, 종종 아니스 향을 낸다.[32]
- 크로칸테: 아몬드와 캐러멜화된 설탕으로 만든 누가의 일종으로, 종종 레몬 향을 낸다.[67]
- 칼지오네티, 카지오네티, 카지우니티, 카비치우네테: 크리스마스 프리터로, 때로는 밤이나 병아리콩으로 속을 채우고 초콜릿이나 코코아 향을 낸다.
- 보코노티: 크리스마스에 자주 제공되는 속을 채운 과자
- 체폴레 디 산 주세페: 성 요셉 대축일을 위해 만든 튀기거나 구운 페이스트리
- 시세 델레 모나케: 키에티 주의 구아르디아그렐레 마을에서 생산되는, 커스터드 크림으로 채워진 두 겹의 스펀지 케이크

### 과일
이 지역의 주요 과일은 다음과 같다.

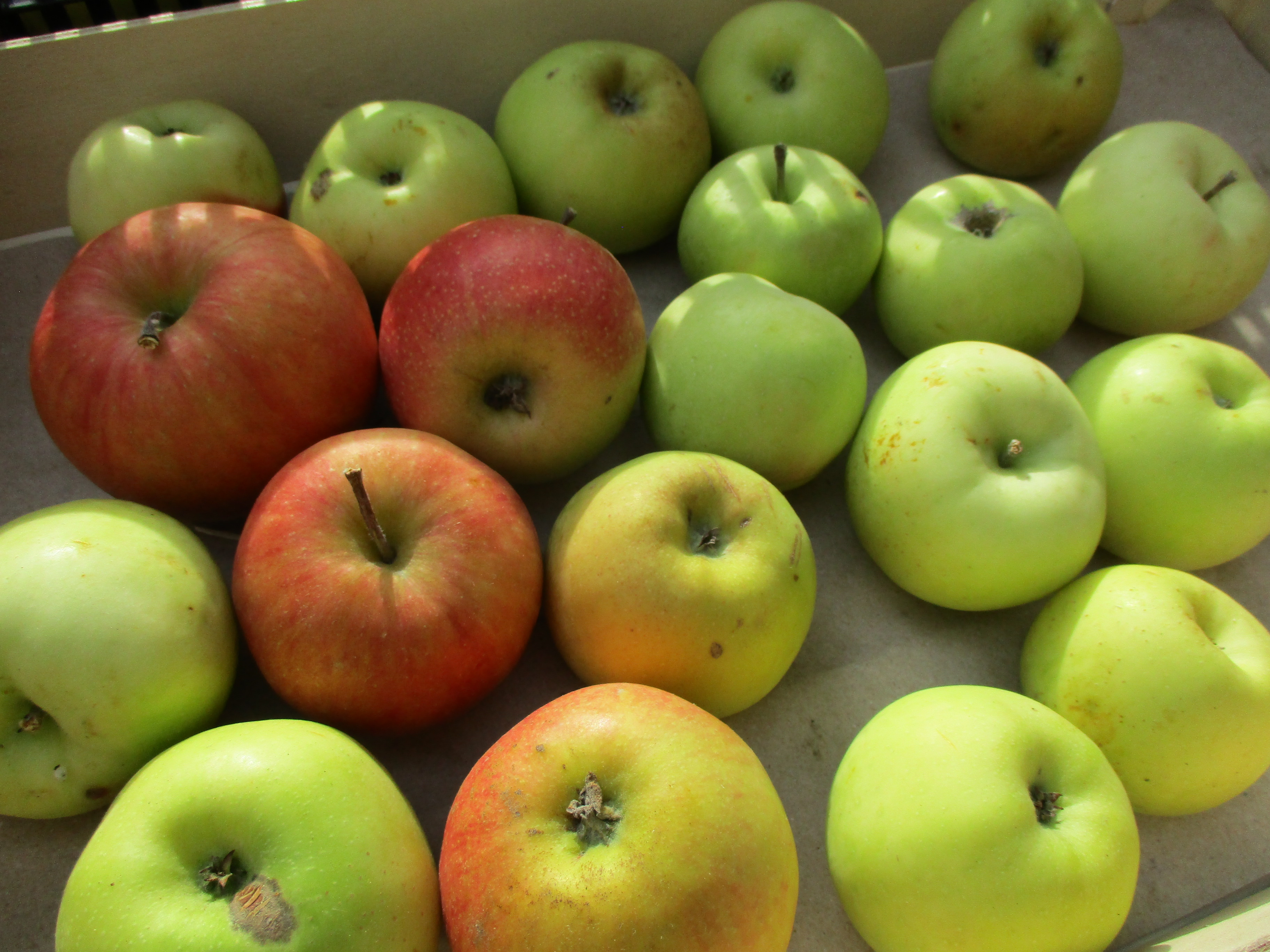
멜라 델라 발레 지오벤코

- 아그루미 델라 코스타 데이 트라보키: 해안 감귤류 (특히 오렌지), 잼과 리몬첼로에 사용된다.
- 카스타냐 로쉐타 델라 발레 로베토와 마로네 디 발레 카스텔라나: 밤의 일종
- 칠리에제 디 라이아노 에 디 줄리아노 테아티노: 현지 체리
- 만도를레 디 나벨리: 나벨리 마을의 아몬드
- 멜라 델라 발레 지오벤코: 이 지역의 사과
- 우바 디 톨로 에 오르토나: 식탁용 포도로, 잼에도 사용된다.

### 올리브유

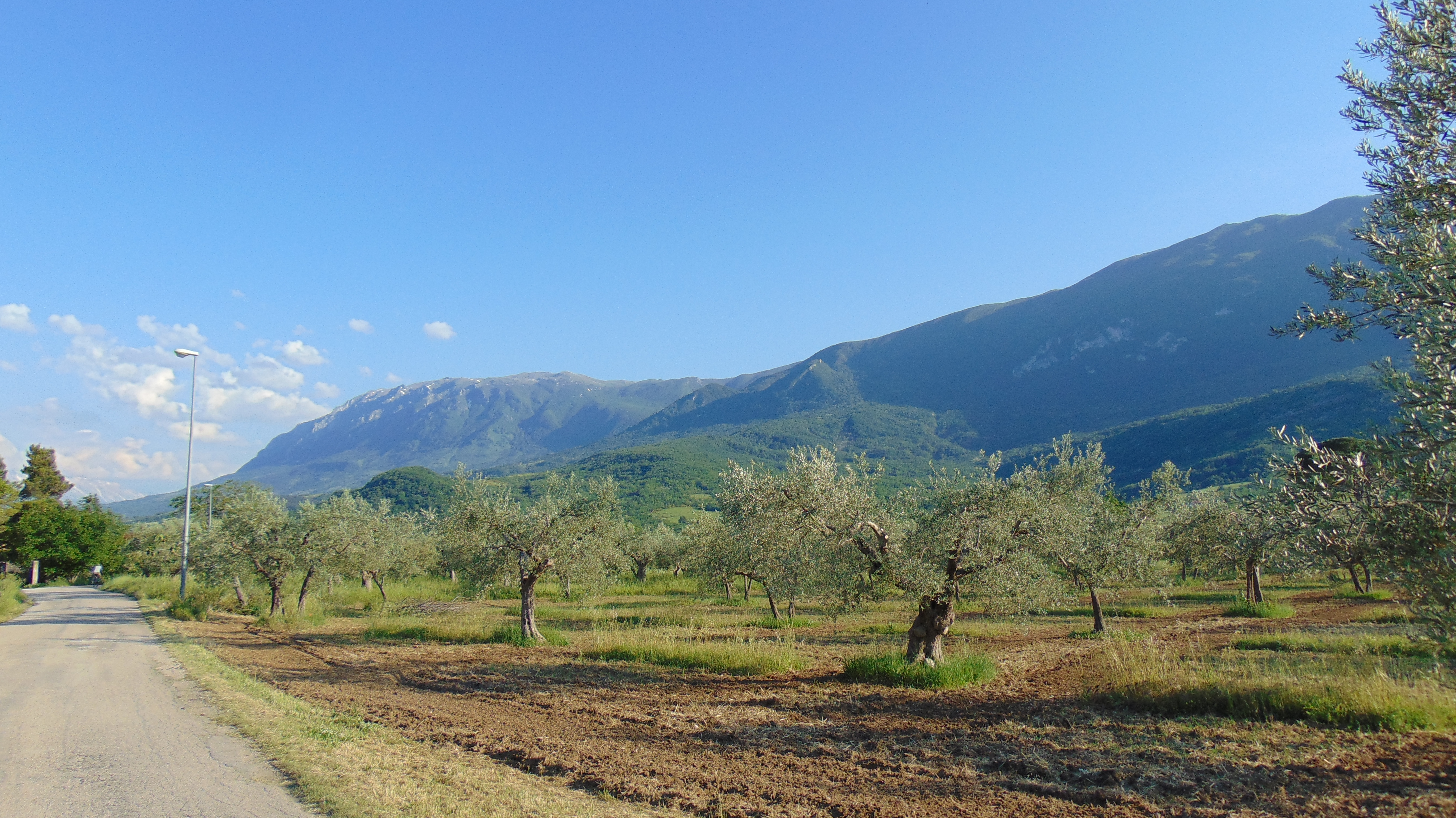
토코다카사우리아의 올리브나무

지역 산악 및 해산물 요리에 올리브유 사용은 중요하다. 가장 흔한 올리브유 제품 중에는 아프루티노 페스카레세, 프레투치아노 델레 콜리네 테라마네, 올리오 엑스트라 버진 디 올리바 델레 발리 아퀼라네, 콜리네 테아티네가 있다.
아브루초 올리브 품종 목록:
- 카스틸리오네세
- 드리타
- 젠틸레 디 키에티
- 인토소
- 모니첼라
- 카르피네타나
- 모렐라
- 네비오 디 키에티
- 라자
- 토콜라나
- 토르틸리오네
- 크로냐레냐
- 젠틸레 델 라퀼라 (루스티카나 델 라퀼라)

### 와인과 리큐어

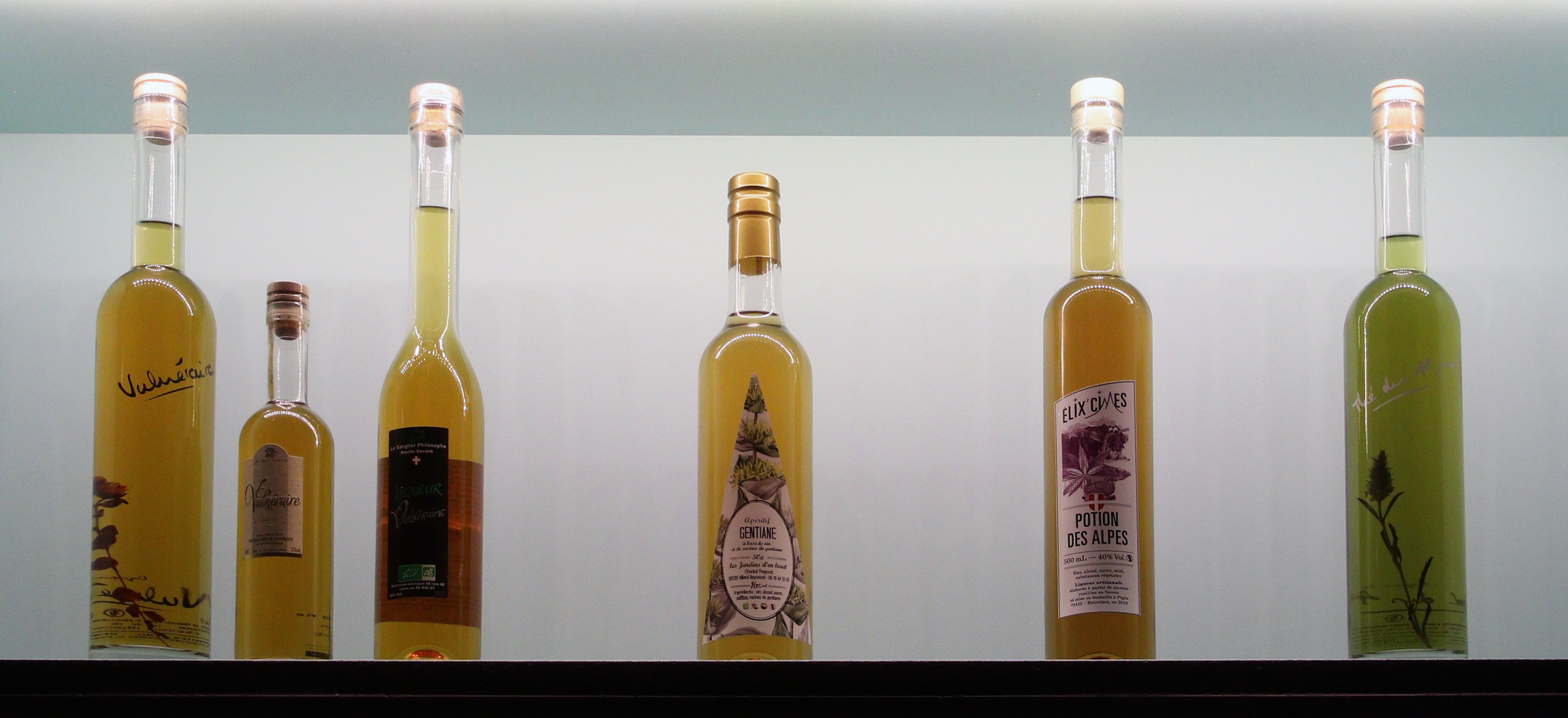
겐치아나 리큐어

몬테풀치아노 DOCG, 트레비아노 다브루초 DOC, 콘트로구에라 DOC와 같은 유명한 포도주들은 세계 최고 중 하나로 평가받는다. 2012년, 트레비아노 다브루초 한 병이 이탈리아 와인 상위 50위 중 1위를 차지했다.
이 지역의 주요 포도주는 다음과 같다.
- 몬테풀치아노 다브루초 (레드)
- 체라수올로 다브루초
- 트레비아노 다브루초, 이 지역의 화이트 와인. 2012년 트레비아노 다브루초는 이탈리아 와인 50위권에서 1위를 차지했다.[7][70] 다른 와인으로는 몬토니코, 페코리노, 파세리나, 콘트로구에라가 있다.

리큐어는 다음과 같다.
- 겐치아나 리큐어, 용담 뿌리로 만든 리큐어
- 센테르바, 허브 주입으로 만든 향긋한 리큐어
- 아우룸, 페스카라의 브랜디 기반 리큐어로 알코올 함량 40%, 오렌지가 첨가되어 있다.
- 라타피아, 블랙체리 리큐어와 와인 (주로 몬테풀치아노 다브루초)
- 아마로 아브루체세, 허브, 뿌리, 신선한 감귤류 과일 주입으로 만든다.

IGT 와인으로는 알토 티리노, 콜리 아프루티니, 콜리 델 산그로, 콜리네 프렌타네, 콜리네 페스카레시, 콜리네 테아티네, 델 바스테세 (또는 히스토니움), 테레 디 키에티, 발레 펠리냐가 있다.

## 같이 보기
- 이탈리아 요리
- 풀리아 요리
- 아르버레셰 요리
- 에밀리아 요리
- 리구리아 요리
- 롬바르디아 요리
- 만토바 요리
- 바실리카타 요리
- 나폴리 요리
- 피에몬테 요리
- 로마 요리
- 사르데냐 요리
- 시칠리아 요리
- 토스카나 요리
- 베네치아 요리

## 참고 문헌
- Piras, Claudia; Medagliani, Eugenio (2000). 《Culinaria Italy》. Könemann Verlagsgesellschaft mbh. ISBN 3-8290-2901-2.
- Teresa, Anna. "Food and Memories of Abruzzo: Italy's Pastoral Land" (Wiley, 2004)